# تنگه کالمار
تنگه کالمار (به سوئدی: Kalmarsund) تنگه‌ای در دریای بالتیک است که بین جزیره سوئدی اولاند و استان اسملاند واقع شده است. این تنگه حدود ۱۳۰ کیلومتر (۸۱ مایل) طول و بین ۵ کیلومتر (۳٫۱ مایل) و ۲۵ کیلومتر (۱۶ مایل) عرض دارد.

یک پل جاده‌ای به نام اولاند در کنار این تنگه وجود دارد که در سپتامبر ۱۹۷۲ افتتاح شد.